# Agyra conspersa
Agyra conspersa är en fjärilsart som beskrevs av Walker 1862. Agyra conspersa ingår i släktet Agyra och familjen nattflyn. Inga underarter finns listade i Catalogue of Life.